# Айко (имя)
Айко (англ., нем. Aiko, яп. 愛子) — германское мужское имя (было распространено в Скандинавии и северной Германии), а также японское женское имя. Встречается также в Уганде, среди племён региона Западный Нил, в северо-западной части страны; (на языке лугбара — «счастье», «удача»).

## Происхождение и значения
В северной Европе, в Германии является одним из вариантов распространённого мужского имени Эйке (Eike), происходящего от староверхненемецкого Ekka и германского agjō- — «лезвие», «остриё». а также «меч».
Японское женское имя Айко,в зависимости от написания его иероглифами шрифта кандзи, имеет различные значения — 葵子 (цветок мальвы и ребёнок); 藍子 (синий цвет, индиго и ребёнок); 愛幸 (милость, счастье). Окончание имени -ко является составной частью многих японских женских имён.
Имя Айко довольно часто встречается среди вымышленных героев различных компьютерных видеоигр, манга и в Marvel Comics.

## Известные носители имени

### Женщины
- Принцесса Айко (敬宮 愛子, Тоси но мия Айко) (род. 2001) — единственный ребёнок японского императора Нарухито и императрицы Масако.
- Асано, Айко (род. 1969) — японская актриса и певица.
- Миямура, Айко (род. 1971) — японская бадминтонистка.
- Накамура, Айко (род. 1983) — японская теннисистка.
- Уэмура, Айко (род. 1979) — японская фристайлистка.
- Танака, Айко (род. 1979) — японская модель.
- Янаи, Айко (род. 1975) — японская певица и автор песен с артистическим псевдонимом aiko.
- Дженей Айко (род. 1986) — американская певица.
- Айко Мелендес (род. 1975) — одна и популярнейших актрис Филиппин.

### Мужчины
- Айко Онкен (род. 1977) — немецкий писатель.